# Elecciones parlamentarias de Portugal de 1976
Las elecciones parlamentarias de Portugal de 1976 tuvieron lugar el 25 de abril del mencionado año con el objetivo de elegir a los miembros de la Asamblea de la República, los cuales ejercerían funciones por el período 1976-1980. Se trató de los primeros comicios regulares bajo la constitución sancionada el mismo año por la Asamblea Constituyente electa el año anterior, así como las segundas elecciones libres tras la Revolución de los Claveles que derrocó al régimen del Estado Novo. Las elecciones tuvieron lugar en el primer aniversario de los comicios constituyentes, y en el segundo aniversario de la caída de la dictadura. Se empleó un sistema de escrutinio proporcional plurinominal en veinticuatro distritos, aumentándose el número de escaños a elegir de 250 a 263.
El país llegó a las elecciones profundamente dividido entre sectores de derecha e izquierda, en el marco de los enfrentamientos entre sectores conservadores y comunistas que integraban el gobierno revolucionario provisional, así como una situación económica crítica. Un intento de golpe de Estado por parte de los comunistas en noviembre puso fin al fortalecimiento de la izquierda y consolidó la institución de una democracia liberal como salida al gobierno interino, a pesar del contenido fuertemente ideológico del texto constitucional aprobado (con muchas referencias al socialismo). En ese contexto, las elecciones dieron la victoria al socialdemócrata Partido Socialista (PS), presidido y liderado por Mário Soares, con el 34,89% de los votos y 107 diputados, si bien esto implicó una ligera pérdida de votos y escaños respecto a las elecciones constituyentes. El centrista Partido Popular Democrático (PPD), de Francisco Sá Carneiro, logró el segundo puesto nuevamente con un 24,35% y 73 escaños, lo que sin embargo representó una caída similar a la sufrida por el PS.
El principal beneficiado de las pérdidas de los dos partidos principales fue el conservador Centro Democrático y Social-Partido Popular (CDS-PP) que duplicó su proporción de votos respecto al año anterior y, con un 15,98% y 42 escaños alcanzó el tercer puesto. Pese a verse desplazado al cuarto lugar, el Partido Comunista Portugués (PCP) también evidenció un crecimiento importante de votos y obtuvo 40 escaños, 10 más que en la Asamblea Constituyente. El partido socialista Unión Democrática Popular (UDP) obtuvo también más del doble de votos que en 1975, pero solo logró retener su único escaño en Lisboa. Los demás partidos no sumaron escaños. La participación cayó ocho puntos, a un 83,53% del electorado registrado.
Sin una mayoría estable, Soares, en calidad del líder del PS, negoció con el CDS-PP, garantizándose de este modo una mayoría de 149 escaños. Su negociación con el partido conservador (única fuerza abiertamente derechista representada en la Asamblea y el único partido que había votado en contra de la nueva constitución) fue muy controvertida e implicó un «giro a la derecha» de parte del PS que marcaría permanentemente su relación con las demás fuerzas de la izquierda. Después de las elecciones presidenciales de junio, Soares fue juramentado el 23 de julio de 1976 como primer ministro de Portugal, el primer jefe de gobierno democráticamente electo del país en más de cincuenta años.

## Antecedentes
Las elecciones constituyente del 25 de abril de 1975, acontecidas un año después de la Revolución de los Claveles que derrocó al régimen autoritario del Estado Novo, dieron la victoria a los principales partidos moderados de la nación: el Partido Socialista, formación de centroizquierda liderada por Mário Soares, y el centrista Partido Popular Democrático de Francisco Sá Carneiro. El Partido Comunista Portugués, hasta entonces una de las principales fuerzas opositoras al régimen conservador derrocado, obtuvo un resultado decepcionante para sus expectativas, pero aun así fue la tercera fuerza nacional, mientras que el Centro Democrático y Social, único partido abiertamente derechista fuerte en el país, logró el cuarto lugar. Estos resultados generaron un conflicto persistente entre los partidos políticos, el Movimiento de las Fuerzas Armadas y el Consejo Revolucionario gobernante, dando inicio al llamado «Proceso Revolucionario en Curso» que culminó con el «Caluroso Verano de 1975».
El 1 de mayo de 1975, el PS y el PCP celebraron mítines separados con motivo del Día Internacional de los Trabajadores y se produjeron durante la jornada algunos enfrentamientos violentos entre partidarios comunistas y socialistas. Pocos días después, en lo que se denominó "El caso República", simpatizantes de extrema izquierda invadieron la sede del diario República. El motivo fue una huelga de los tipógrafos y otros trabajadores, muchos cercanos a la Unión Democrática Popular de extrema izquierda, acusando a la junta editorial de estar demasiado alineada con el PS. El suceso atrajo atención internacional y motivó al PS a entrar en abierto conflicto con el PCP y el gobierno del primer ministro provisional Vasco Gonçalves. Gonçalves, que lideraba el Proceso Revolucionario en Curso, se encontró con la abierta oposición de los sectores reaccionarios (la Iglesia Católica, grupos ligados al antiguo régimen y, extraoficialmente, el PS, el PPD y el CDS), mientras que reforzó la línea izquierdista de la revolución nacionalizando gran parte de la economía portuguesa. Este período de tensión dio paso al «Caluroso Verano», a medida que se acrecentaban los enfrentamientos entre los grupos de izquierda y derecha, muchos sectores llegaron a temer que se desatara una guerra civil en toda regla. El 19 de julio, el PS realizó una manifestación masiva en Lisboa, con la ayuda de la Iglesia Católica y otros, para luchar contra el PCP y el gobierno de Gonçalves. Soares acusó al gobierno de Gonçalves, y a quienes lo apoyaban, de ser «paranoicos, dementes, e irresponsables que no representan al pueblo portugués».
Durante el verano de 1975, las sedes del PCP y otros partidos de izquierda en muchas ciudades del norte y centro del país fueron atacadas y destruidas. Muchos simpatizantes de izquierda también fueron golpeados violentamente por manifestantes antiizquierdistas. La violencia y el aumento de las tensiones en todo el país estaban dañando el liderazgo de Vasco Gonçalves en el gobierno y las divisiones entre el Movimiento de las Fuerzas Armadas y el Consejo Revolucionario estaban comenzando a mostrarse. Cuando el comandante de COPCON, Otelo Saraiva de Carvalho, retiró su apoyo a Gonçalves, se consideró que el gobierno estaba en sus últimos días. El 20 de septiembre, Gonçalves dejó el gobierno y José Baptista Pinheiro de Azevedo fue nominado como primer ministro. Poco después, el 26 de septiembre, el asalto a la embajada de España (todavía gobernada por el régimen franquista) por parte de simpatizantes de extrema izquierda, en represalia por los ataques a las sedes de los partidos de izquierda en el Norte y el Centro, atrajo una gran atención al ser retransmitido por la CBS estadounidense. El nuevo gobierno no pudo controlar las tensiones en el país y a mediados de noviembre hizo el extraordinario anuncio de que estaban en huelga porque no había condiciones para gobernar el país. Justo antes de este anuncio, los sindicatos de trabajadores de la construcción rodearon el Parlamento e impidieron que los constituyentes abandonaran el edificio durante dos días. La escalada de la violencia culminó con el intento de golpe de Estado del 25 de noviembre de 1975, un intento de activistas de izquierda que esperaban secuestrar la transición portuguesa a la democracia a favor de los comunistas. El golpe fracasó y poco después un contragolpe liderado por Ramalho Eanes, un moderado favorable a la democracia, y apoyado por Soares y el PS, restableció el proceso democrático.
Para marzo de 1976, la Asamblea Constituyente finalmente redactó el texto de la Constitución y este fue enviado a aprobación en abril de 1976. El proyecto de Constitución era fuertemente ideológico, con referencias al socialismo y muchas frases que hacían eco del Manifiesto Comunista de Karl Marx. El 2 de abril de 1976 se aprobó la nueva Constitución con los votos de todos los partidos a excepción del CDS, que votó en contra citando el contenido ideológico del documento, aunque manifestó su intención de respetarlo.

## Procedimiento

### Sistema electoral
En enero de 1976, se redactaron los decretos-leyes que rigieron las primeras elecciones parlamentarias regulares bajo la nueva constitución. En principio, estos no difirieron demasiado de los que habían reglamentado las elecciones constituyentes del año anterior. La Asamblea de la República Portuguesa, órgano legislativo unicameral, se compone de 263 escaños elegidos por representación proporcional por listas en distritos plurinominales. La distribución de escaños se realiza por sistema d'Hondt. Al tener Portugal un sistema semipresidencialista, la Asamblea tiene a su cargo la aprobación o remoción del primer ministro designado por el presidente de la República directamente electo. Los gobiernos no requieren el apoyo de la mayoría absoluta de la Asamblea para ocupar el cargo, ya que incluso si el número de opositores al gobierno es mayor que el de los partidarios, el número de opositores aún debe ser igual o superior a 132 (mayoría absoluta) para que se rechace el Programa de Gobierno o que se apruebe una moción de censura.
Los principales cambios de la legislación electoral refirieron, más que nada a la «capacidad electiva». Se facilitó el procedimiento por el cual los portugueses residentes en el extranjero podían convertirse en electores, creándose además dos distritos para la representación de la diáspora portuguesa, uno agrupando a Europa y el otro al resto de los países. Al mismo tiempo, se organizó un nuevo registro de votantes para tener en cuenta los cambios en el carácter cualitativo y cuantitativo en el «universo electoral» desde las anteriores elecciones. A saber, la gran cantidad de portugueses retornados de las antiguas colonias recién independizadas (que representaban más de 150.000 electores), así como un gran número de ciudadanos que, en el transcurso de un año, habían cumplido los dieciocho años requeridos para tener derecho a voto. En abril se fijó en 263 el número de diputados de la nueva asamblea legislativa, trece más que los elegidos a la Constituyente. La primera legislatura de la Asamblea de la República fue, hasta la fecha, la que más diputados tuvo y la única con un número impar de integrantes. Se reducirían posteriormente a 250 y, a partir de 1991, a los 230 que tiene actualmente.

### Cargos a elegir
La distribución de escaños de cara a las elecciones parlamentarias de 1976 fue la siguiente.
| Distrito               | Escaños |
| ---------------------- | ------- |
| Aveiro                 | 15      |
| Beja                   | 6       |
| Braga                  | 15      |
| Bragança               | 5       |
| Castelo Branco         | 7       |
| Coimbra                | 12      |
| Évora                  | 6       |
| Faro                   | 9       |
| Guarda                 | 6       |
| Leiria                 | 11      |
| Lisboa                 | 58      |
| Oporto                 | 38      |
| Portalegre             | 4       |
| Santarém               | 13      |
| Setúbal                | 17      |
| Viana do Castelo       | 7       |
| Vila Real              | 7       |
| Viseu                  | 11      |
| Angra do Heroísmo      | 2       |
| Horta                  | 1       |
| Ponta Delgada          | 3       |
| Funchal                | 6       |
| Europa                 | 2       |
| Fora da Europa         | 2       |
| Total                  | 263     |
| Fuente: Portugal, 1976 |         |

### Partidos participantes
Catorce fuerzas políticas presentaron listas. Los principales partidos en pugna serían, por segunda vez consecutiva, el PS, el PPD, el PCP y el CDS. Otra fuerza destacada sería la Unión Democrática Popular (UDP), que había logrado un escaño en Lisboa en las elecciones constituyentes. La ausencia más destacada fue la del Movimiento Democrático Portugués, que había obtenido cinco escaños en la Asamblea Constituyente y en esta instancia optó por la abstención, argumentando que no quería dividir el voto de la izquierda, y llamó a votar por el PCP, afirmando que desconfiaba de que el Partido Socialista fuese a implementar una política de izquierda en caso de llegar al poder. Otros grupos de extrema izquierda rechazaron participar de plano, como el Partido Revolucionario del Proletariado, que llamó a la abstención con consignas como «las elecciones son para la burguesía» y «el poder para los trabajadores sólo puede ser conquistado por la fuerza». No obstante, la gran mayoría de las fuerzas minoritarias en pugna eran de izquierda. El antirrevisionista Movimiento Reorganizativo del Partido del Proletariado, a pesar de considerar la Asamblea Constituyente «un molino de palabras», optó por presentar listas.
| Partido | Partido                                              | Lema                                    | Lema                                     |
| Partido | Partido                                              | Portugués                               | Español                                  |
| ------- | ---------------------------------------------------- | --------------------------------------- | ---------------------------------------- |
|         | Partido Socialista (PS)                              | «Queremos e podemos reconstruir o país» | «Queremos y podemos reconstruir el país» |
|         | Partido Popular Democrático (PPD)                    | «Portugal com Sá Carneiro»              | «Portugal con Sá Carneiro»               |
|         | Partido Comunista Portugués (PCP)                    | «Para uma maioria de esquerda»          | «Para una mayoría de izquierda»          |
|         | Centro Democrático y Social-Partido Popular (CDS-PP) | «A resposta é muito simples»            | «La respuesta es muy simple»             |

## Campaña

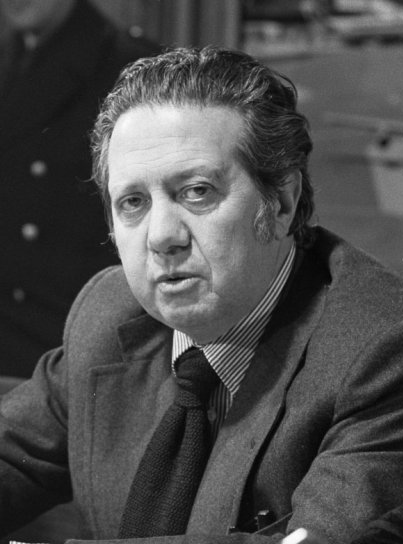
Mário Soares, líder del Partido Socialista.

Los temas principales que rodearon la campaña de tres semanas fueron de corte económico: el déficit de la balanza de pagos, la inflación y el desempleo. Sin embargo, un tema político central fue la cuestión de las alianzas postelectorales. Ante los polarizantes sucesos del año anterior y la difícil transición democrática de dos años, todos los partidos sabían que era muy difícil que una sola fuerza lograra una mayoría absoluta en la Asamblea, por lo que debieron especificar de antemano que curso de acción tomarían en los distintos escenarios legislativos.
El PS hizo campaña con la promesa central de gobernar en solitario, incluso sabiendo que era casi imposible lograr una mayoría, tratando de perfilarse como un «muro de contención» ante los distintos extremismos: el «peligro comunista» (representado por el PCP y muy temido por una parte del electorado) y la posibilidad de un triunfo de derecha que trastocara los «avances de la Revolución», los cuales asoció con un eventual triunfo del PPD o el CDS-PP. Manuel Alegre, poeta y candidato a la reelección como diputado en Coimbra, declaró en una entrevista: «el PCP quería repetir en Portugal una revolución del pasado, la Revolución Rusa de 1917. En cuanto al PPD y al CDS, básicamente, hubiera gustado poner en práctica la política que nunca hizo Marcelo Caetano: ¡evolución en la continuidad! Pero esta política, hoy, implicaba una restauración de los privilegios capitalistas, con una vuelta al pasado. ¡Y el país no quiere volver al pasado! Ni en el sentido del PCP ni en el sentido del PPD o del CDS». El PS se refirió a sí mismo bajo los términos «partido de la paz», «partido de la unidad nacional» y «partido de la concordia entre los portugueses». La moderación económica también estuvo presente en sus propuestas, proponiendo corregir las «injusticias» de las nacionalizaciones y aumentar la participación privada en la economía. Con este discurso, el PS consiguió posicionarse como una fuerza moderada que escapaba a los discursos pasionales, y logró retener en gran medida el apoyo de buena parte de la sociedad portuguesa de cara a los comicios a pesar de la gran cantidad de disturbios políticos en el año posterior a su primera victoria, posicionándose como garante de las libertades civiles.
Carente del protagonismo central del que gozaba el PS, así como de una plataforma que le permitiera exaltar grandes pasiones, el PPD basó su campaña en la personalización en torno a su líder Francisco Sá Carneiro (reflejado en su lema «Portugal con Sá Carneiro») y centró su discurso en un rechazo a lo que consideró «trifulcas ideológicas que no resuelven nada», por parte de los demás partidos, buscando posicionarse como una fuerza realista que podía gestionar mejor los problemas cotidianos del país «por encima de la demagogia» y alejado también de los extremismos marxistas y derechistas. No obstante, el partido era consciente de que no podría gobernar solo y no tenía ninguna intención de intentarlo. Sá Carneiro se comprometió, en caso de ganar las elecciones, a convocar «a todas las fuerzas democráticas» (en clara referencia al PS y al CDS-PP) a la formación de un gobierno de coalición. Ante la dificultad de diferenciar su discurso entonces «socialdemócrata» del que sostenía el PS, el PPD buscó paralelamente instalar la idea de que el PS era un partido ambiguo en su moderación, pretendiendo que podía darse «un futuro entendimiento entre partidos marxistas» si no se controlaba el ascenso socialista. El PPD apostó a un incremento del sector privado en cuestiones económicas, también buscando revertir las «injusticias» de la reforma agraria en curso. En este punto coincidió con el CDS-PP.
La estrategia del PCP, bajo el liderazgo de Álvaro Cunhal, sería dual. En general declararon que su intención era combatir a la «derecha reaccionaria» (representada por el PPD, el CDS-PP y otros pequeños partidos), a quienes acusaron de querer revertir los logros revolucionarios. Como también eran conscientes de que la posibilidad de una mayoría absoluta era improbable, los comunistas centraron su discurso en alcanzar una «mayoría democrática» (es decir, de izquierda) que inevitablemente incluiría al PS. No obstante, atacaron a dicho partido afirmando que no era confiable, existiendo el riesgo de que este entrara en una cooperación con los partidos de centro y derecha en caso de llegar al poder, lo que dejaría al PCP como la única formación confiablemente de izquierda. El PCP también se comprometió a tener a representantes de las Fuerzas Armadas en un eventual gobierno de coalición izquierdista encabezado por ellos. Los comunistas se posicionaron como el principal partido defensor de la reforma agraria y las nacionalizaciones, comprometiéndose a «avanzar hasta el final» con las expropiaciones.
Reforzado por el pánico anticomunista posterior al intento de golpe de Estado, el CDS-PP apuntó contra los comunistas, los socialistas y los socialdemócratas por todo lo que, a su juicio, había salido mal en los dos años posteriores al derrocamiento de la dictadura, viéndose libre para atacar a los otros tres principales partidos por no haber tenido implicancia en el gobierno tanto previo a la Revolución como en el posterior. En su manifiesto, los centristas afirmaron ser el único partido con una verdadera perspectiva de futuro, evitando una «continuación del presente» o una «vuelta al pasado». No obstante, el CDS-PP estaba abierto a una cooperación tanto con el PS como con el PPD, y su objetivo en el ataque a las fuerzas moderadas pasaba por evitar que estas consiguieran una mayoría absoluta o formaran una coalición, lo que hubiera privado a los centristas de la posibilidad de influir en la formación del gobierno. En el plano económico, el CDS-PP fue el único partido importante en considerar que las nacionalizaciones llevadas a cabo por el gobierno revolucionario no eran irreversibles, y fue el más duro a la hora de defender una economía de mercado, calificando la industria privada como «el motor de nuestro desarrollo económico».
A pesar del amplio consenso político y social de que las elecciones debían ser una competencia tranquila y pacífica, la campaña no estuvo exenta de brotes de violencia esporádicos, sobre todo en las regiones del Norte y el Centro del país, así como en la isla de Madeira. Estos se manifestaron más que nada como robos, persecuciones, boicots y peleas entre partidarios de fuerzas políticas, así como algunos atentados con bomba. Los partidos de izquierda fueron los más afectados, y gran parte de la violencia se atribuyó a grupos de extrema derecha, aunque todos los partidos fueron atacados en algún momento. Esta situación tuvo su pico en el comienzo de la campaña y se agravó hacia su final. El primer atentado con víctimas mortales se produjo el 2 de abril, dos días antes del inicio formal de la campaña, cuando el sacerdote Maximino de Sousa, candidato a diputado por la Unión Democrática Popular en Vila Real, y una joven de diecinueve años murieron al explotar el vehículo en el que viajaban. Tres días antes de las elecciones, el 22 de abril, un artefacto explotó en la embajada de Cuba en Lisboa, matando a dos personas e hiriendo a cinco.

## Resultados

### Nivel general

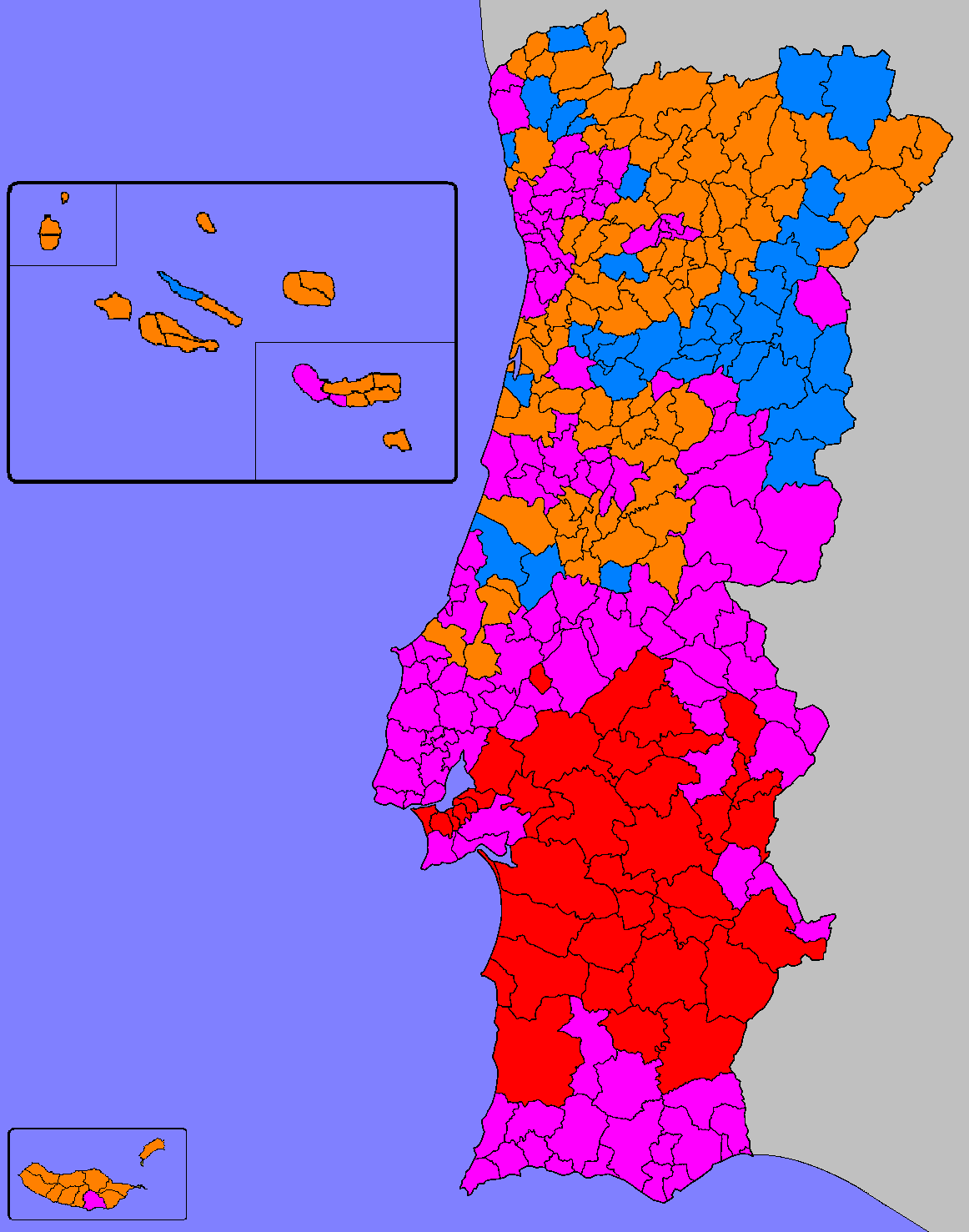
Partido más votado por concelho.

El Partido Socialista se mantuvo como primera fuerza parlamentaria con un 34,89% de los votos emitidos y 107 de los 263 escaños, lo que representó una pérdida de poco más de 250.000 votos y 9 escaños. Fue la fuerza más votada en los distritos de Braga, Castelo Branco, Coimbra, Faro, Lisboa, Oporto, Portalegre, Santarém y en la circunscripción de la diáspora correspondiente a Europa. En términos territoriales, respecto a las elecciones de 1975, consiguió sumar un triunfo en Braga ante el PPD pero perdió Évora y Setúbal ante el PCP. El partido consolidó su dominio en las áreas urbanas repitiendo sin demasiados cambios sus triunfos holgados en Lisboa y Oporto, pero cedía espacio ante los comunistas en la región del Alentejo.
El principal oponente del PS, el Partido Popular Democrático (renombrado más tarde como «Partido Social Demócrata»), no se benefició de la pérdida de votos de su rival y de hecho sufrió una caída casi igual en votos y escaños, recibiendo un 24,35% y 73 bancas (8 menos que en las elecciones constituyentes) y perdiendo en los distritos de Braga y Guarda, donde había ganado el año anterior, en Braga ante el PS y en Guarda ante el CDS-PP. Este revés influiría mucho en el partido, que tomaría la decisión de abandonar la plataforma de «centro socialdemócrata» con la que se fundó para abrazar el liberalismo económico y la democracia cristiana, convirtiéndose en el principal partido de centroderecha del país.
De este modo, el partido más beneficiado por la reacción anticomunista a los eventos del año anterior fue el Centro Democrático y Social-Partido Popular, formación demócrata cristiana y conservadora que había surgido como el único partido que no reclamaba ser progresista o izquierdista al momento de la Revolución de los Claveles. Bajo el liderazgo de Diogo Freitas do Amaral, el partido logró un 15,98% de los votos y 42 escaños, ubicándose en el tercer puesto, lo que representó más del doble de los votos obtenidos tan solo un año atrás. Se impuso además en la circunscripción de Guarda, la única ocasión que un partido fuera de los Socialistas, los Social Demócratas y los Comunistas ha sido la fuerza más votada en una circunscripción portuguesa por sí mismo. Hasta la fecha, se mantiene como el mejor resultado histórico para un partido de carácter conservador en Portugal en una elección libre, y el mejor resultado obtenido por el CDS-PP por sí solo.
Otro gran ganador de los comicios fue el Partido Comunista Portugués, liderado por Álvaro Cunhal, que se recuperó del resultado sorprendentemente malo de la elección constituyente y se alzó con un 14,39% de los votos y 40 escaños, triunfando en sus bastiones en el sur del país: Beja, Évora y Setúbal, y reteniendo el segundo puesto en Lisboa. Sin embargo, su crecimiento en votos absolutos fue en realidad bastante magro (menos de 80.000 votos) y se vio desplazado al cuarto puesto debido al crecimiento del CDS-PP, lo que reflejó el repunte conservador que caracterizó la elección. Pasarían casi dos décadas (hasta las elecciones de 1995) antes de que este suceso volviera a repetirse, pues el PCP recuperaría el tercer puesto en las siguientes elecciones. Fue también la última elección en la que el PCP concurrió solo, pasando a partir de 1979 a sostener una estrategia frentista con las coaliciones Alianza Pueblo Unido y luego la Coalición Democrática Unitaria.
|  | 34.89 % |

|  | 24.35 % |

|  | 15.98 % |

|  | 14.39 % |

|  | 1.67 % |

|  | 0.77 % |

|  | 0.66 % |

|  | 0.57 % |

|  | 0.54 % |

|  | 0.52 % |

|  | 0.30 % |

|  | 0.29 % |

|  | 0.29 % |

|  | 0.09 % |

|  | 95.30 % |

|  | 4.70 % |

|  | 100.00 % |

|  | 83.53 % |

## Formación del gobierno
El PS se había comprometido en campaña a gobernar en solitario si era el partido más votado, incluso aunque se consideraba poco probable que obtuviera una mayoría propia. Respecto al espectro político, el PS y el PCP sumaban, juntos, una cómoda mayoría de 147 escaños, lo que volvía imposible una coalición de gobierno sin la aprobación de alguno de los dos partidos izquierdistas, a pesar del crecimiento evidenciado por el derechista CDS-PP. No obstante, las relaciones cada vez más hostiles entre ambos partidos tornaron imposible cualquier noción de una coalición de izquierda unificada, lo que dejó al país al borde de la parálisis política. Soares, líder del PS, negoció entonces un acuerdo de gobernabilidad con el CDS-PP que le permitiría encabezar un débil gobierno en minoría. Este acuerdo fue sumamente controvertido, ya que el CDS-PP era el único partido que había votado en contra de la nueva constitución, y le valió a Soares el repudio de los grupos de izquierda y extrema izquierda. El propio Soares admitiría, más adelante, que dicho acuerdo había implicado «colocar al socialismo en un cajón».